# ریچارد لانگ (دوچرخه‌سوار)
ریچارد لانگ (انگلیسی: Richard Lang؛ زادهٔ ۲۳ فوریهٔ ۱۹۸۹) دوچرخه‌سوار اهل استرالیا است.